# شهرستان گروجیسک مازوویتسکی
شهرستان گروجیسک مازوویتسکی (به لهستانی: Powiat Grodzisk Mazowiecki) یک شهرستان در لهستان است که در استان ماسوویان واقع شده‌است. شهرستان گروجیسک مازوویتسکی ۳۶۶٫۸۷ کیلومتر مربع مساحت و ۷۸٬۲۰۸ نفر جمعیت دارد.